# Sztormiak

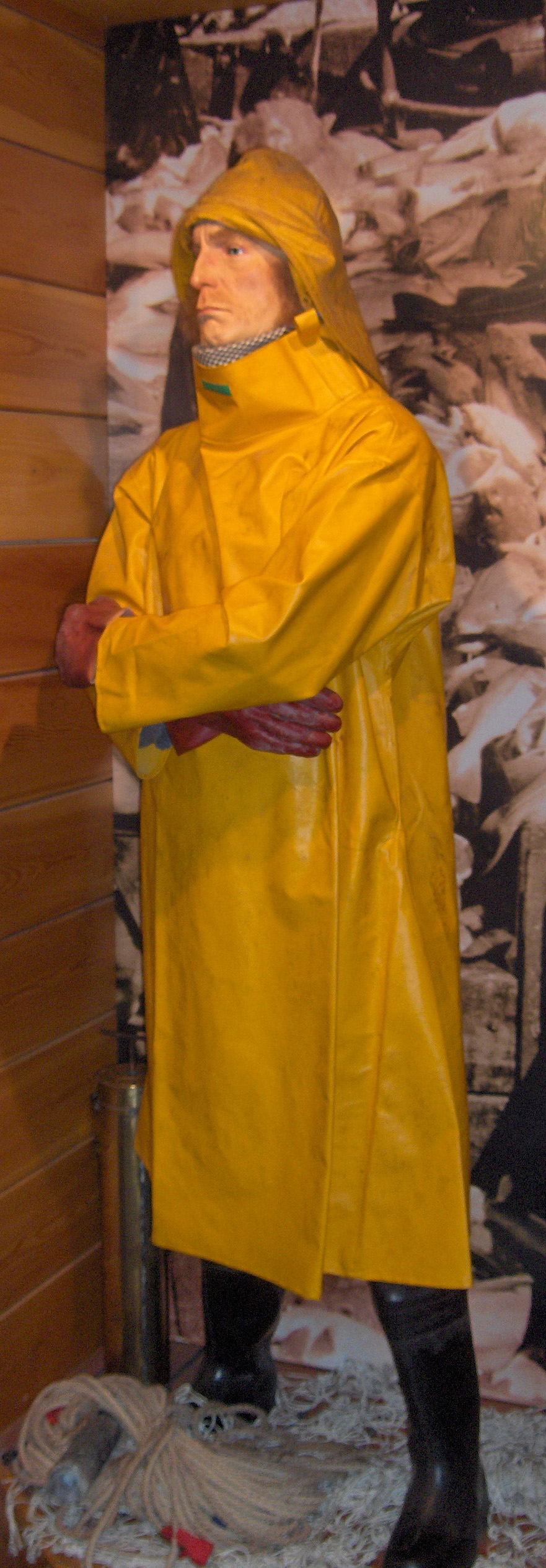
Rybak w sztormiaku i zydwestce (na głowie)

Sztormiak – część ubioru żeglarskiego – długa kurtka wodoszczelna, z obszernym kapturem z szerokim rondem, lub alternatywnie bez kaptura, ale z wysokim kołnierzem. W tym drugim wariancie sztormiak jest stosowany razem z zydwestką, wodoszczelną czapką rybacką.
Tradycyjne sztormiaki były wykonywane z gumowanych tkanin i sięgały mniej więcej do kolan. Gumowane tkaniny blokują odprowadzanie wilgoci z powierzchni ciała, co powoduje, że przy intensywnym wysiłku osoba nosząca sztormiak szybko "spływa potem". Dodatkowo, duża sztywność tkaniny i długość kurtki ograniczały swobodę ruchu.
Współczesne sztormiaki są znacznie krótsze (do bioder) i często są wykonywane z tkanin z półprzepuszczalnymi membranami, takimi jak Gore-Tex. Są one noszone razem ze spodniami na szelkach, również wykonywanymi z tkanin półprzepuszczalnych.
W Polskiej Marynarce Wojennej funkcję sztormiaka pełni moleskin.